# Tożsamość Selberga
Tożsamość Selberga, wzór asymptotyczny Selberga (ang. Selberg's identity, Selberg's asymptotic formula) – zależność asymptotyczna dotycząca liczb pierwszych, wykorzystywana w teorii liczb - szczególnie w elementarnych dowodach twierdzenia o liczbach pierwszych. Została ona udowodniona w marcu 1948 r. przez Atle Selberga i zaproponowana w artykule Paula Erdősa z 1949 r.

## Treść tożsamości
Wzór asymptotyczny Selberga występuje pod wieloma różnymi formami. Wśród najczęściej stosowanych występują
{\displaystyle \vartheta (x)\log x+\sum _{p\leqslant x}\vartheta \left({\frac {x}{p}}\right)\log p=2x\log x+O(x)}
lub równoważnie
{\displaystyle \psi (x)\log x+\sum _{p\leqslant x}\psi \left({\frac {x}{p}}\right)\log p=2x\log x+O(x)},
gdzie {\displaystyle \vartheta } i {\displaystyle \psi } to odpowiednio pierwsza i druga funkcja Czebyszewa, a w podanych sumach występują jedynie liczby pierwsze {\displaystyle p\leqslant x}. Inną, rzadziej wykorzystywaną postacią, ale nie korzystającą z dodatkowych funkcji jest
{\displaystyle \sum _{p<x}(\log p)^{2}+\sum _{pq<x}\log p\log q=2x\log x+O(x)}.

## Tożsamość dla funkcji von Mangoldta
Tożsamością, która może posłużyć jako lemat w dowodzie zależności asymptotycznej, jest (również nazywana tożsamością Selberga) równość
{\displaystyle \Lambda (n)\log n+\sum _{d|n}\Lambda (d)\Lambda \left({\frac {n}{d}}\right)=\sum _{d|n}\mu (d)\left(\log {\frac {n}{d}}\right)^{2}},
gdzie {\displaystyle \Lambda } oznacza funkcję von Mangoldta, a {\displaystyle \mu } funkcję Möbiusa.
Dowód: Dla dowolnej funkcji arytmetycznej {\displaystyle f} oznaczmy przez {\displaystyle f'} funkcję daną wzorem {\displaystyle f'(n):=f(n)\log n}, gdzie czynnik, przez który funkcja jest przemnożona, to logarytm naturalny. Można wykazać, że tak zdefiniowane funkcje spełniają własności:
- {\displaystyle (f+g)'=f'+g'},
- {\displaystyle (f*g)'=f'*g+f*g'}, gdzie {\displaystyle *} oznacza splot Dirichleta,
- {\displaystyle (f^{-1})'=-f'*(f*f)^{-1}}, gdzie {\displaystyle f^{-1}} oznacza odwrotność Dirichleta {\displaystyle f}, pod warunkiem, że {\displaystyle f(1)\neq 0}.

Pierwsza równość jest oczywista, druga jest prawdziwa, ponieważ
{\displaystyle (f*g)'(n)=\sum _{d|n}f(d)g\left({\frac {n}{d}}\right)\log n=\sum _{d|n}f(d)g\left({\frac {n}{d}}\right)\log d+\sum _{d|n}f(d)g\left({\frac {n}{d}}\right)\log {\frac {n}{d}}=(f'*g)(n)+(f*g')(n)}.
Trzecia równość wynika z drugiej, ponieważ
{\displaystyle 0=(f*f^{-1})'=f'*f^{-1}+f*(f^{-1})'},
więc
{\displaystyle f*(f^{-1})'=-f'*f^{-1}}.
Mnożąc obie strony przez {\displaystyle f^{-1}}, otrzymuje się
{\displaystyle (f^{-1})'=-(f'*f^{-1})*f^{-1}=-f'*(f^{-1}*f^{-1})=-f'*(f*f)^{-1}}.
Można teraz przystąpić do dowodu tożsamości. Należy tu skorzystać ze znanej tożsamości dla funkcji von Mangoldta, tzn. {\textstyle \sum _{d|n}\Lambda (d)=\log n}. Zapisując tę równość w splocie Dirichleta, {\displaystyle \Lambda *1=1'}, gdzie {\displaystyle 1(n)=1} dla wszystkich {\displaystyle n\in \mathbb {N} }. Stąd
{\displaystyle (\Lambda *1)'=\Lambda '*1+\Lambda *1'=1''}.
Podstawiając {\displaystyle 1'=\Lambda *1}, wzór przekształca się do
{\displaystyle \Lambda '*1+\Lambda *(\Lambda *1)=1''}.
Obie strony mnoży się przez {\displaystyle \mu =1^{-1}}, żeby otrzymać
{\displaystyle \Lambda '+\Lambda *\Lambda =1''*\mu }.
Powyższa jest poszukiwaną tożsamością.

## Funkcja generująca
Współczynniki {\textstyle c_{n}=\Lambda (n)\log n+\sum _{d|n}\Lambda (d)\Lambda (n/d)} występujące po lewej stronie tożsamości są współczynnikami szeregu Dirichleta
{\displaystyle {\frac {\zeta ''}{\zeta }}(s)=\left({\frac {\zeta '}{\zeta }}\right)'(s)+\left({\frac {\zeta '}{\zeta }}\right)^{2}(s)=\sum _{n=1}^{\infty }{\frac {c_{n}}{n^{s}}}},
gdzie {\displaystyle \zeta } oznacza funkcję zeta Riemanna. Funkcja ta ma biegun rzędu 2 w {\displaystyle s=1} ze współczynnikiem 2, dlatego w szacowaniu {\textstyle \sum _{n<x}c_{n}} pojawia się wyrażenie {\displaystyle 2x\log x}.

## Ogólna postać wzoru
Jak pisał Atle Selberg w liście do Doriana Goldfelda z 6 stycznia 1998r., otrzymana tożsamość pokazuje, że funkcje Czebyszewa spełniają zależność postaci
{\displaystyle f(x)\log x+\int _{1}^{x}f\left({\frac {x}{t}}\right)\;df(t)=2x\log x+O(x)}.
Tożsamość Selberga miała posłużyć udowodnieniu, że {\displaystyle \psi (x)\sim x}. Jednak w ogólności można skonstruować kontrprzykład - niemonotoniczną funkcję {\displaystyle f}, dla której powyższa zależność jest spełniona, ale {\displaystyle f(x)\not \sim x}.